# Средний Убукун
Сре́дний Убуку́н (бур. Дунда Бγхэн) — село в Селенгинском районе Бурятии. Входит в сельское поселение «Нижнеубукунское».

## География
Расположено на северо-востоке Среднеубукунской долины, вдоль правого берега реки Убукун, у подножия северо-западных безлесных отрогов хребта Моностой.
Находится в 25 км северо-восточнее районного центра, города Гусиноозёрска, в полукилометре от Кяхтинского тракта, идущего параллельно селу по пойме Убукуна, поросшей здесь обширным березняком. До масштабной реконструкции автомагистрали на рубеже XXI века, Кяхтинский тракт проходил через село по центральной улице.
Центр сельского поселения, улус Харгана, расположен северо-восточнее села в 12 км по тракту. В 2 км западнее, за автомагистралью, находится остановочный пункт Совхоз Тельман на железнодорожной линии Улан-Удэ — Наушки. Расстояние от села до города Улан-Удэ по Кяхтинскому тракту — 82 км.

## История
Село основано в 1780 году на сухопутном пути Кяхта — Верхнеудинск, проходящему по правому борту долины реки Убукун. В 1860 году основана Богородице-Казанская церковь, перестроенная из часовни, привезённой из Селенгинского солеваренного завода. Церковь была приписной к Селенгинскому Спасскому собору до 1900 года. В 1887 году была открыта церковно-приходская школа. В 1901 году на средства верхнеудинского мещанина Фролова и благотворительницы Второвой было возведено новое здание церкви. Богородице-Казанская церковь была закрыта в 1938 году. В ней располагались клуб, столовая и др. В 2000 году значительно перестроенное здание полностью сгорело. В 2013 году начато возрождение Богородице-Казанской церкви и к осени 2014 года храм был возведён и начались богослужения.
В период гражданской войны в окрестностях села проходили бои красных партизан с белогвардейской «Дикой дивизией». В 1920-е годы были организованы сельхозартели. В начале 1930-х — колхоз имени Будённого. В 1939 году основан колхоз имени XVIII партсъезда. Здесь работал знатный луговод В. А. Герасимов, получавший большие урожаи сена, что вылилось в предвоенные годы во всесоюзное «герасимовское движение» в луговодстве.
В 1972 году колхоз XVIII партсъезда вошёл в состав колхоза имени Кирова села Харгана, став отделением этого хозяйства.

## Население
| 2002 | 2010 |
| ---- | ---- |
| 373  | ↘310 |

## Инфраструктура
В селе действуют основная общеобразовательная школа, клуб, почтовое отделение, фельдшерский пункт.

## Экономика
Сельскохозяйственный кооператив.

## Люди, связанные с селом
- Елена Волкова — комсомолка, уроженка села. Замучена и расстреляна унгерновцами в 1921 году в посёлке Чикой. Центральная улица Среднего Убукуна носит её имя.
- Герасимов, Василий Алексеевич — кавалер Ордена Ленина, мастер-луговод, получавший по 100 и более центнеров сена с гектара.